# Anse-à-Foleur (ort)
Anse-à-Foleur är en ort i Haiti.   Den ligger i departementet Nord-Ouest, i den norra delen av landet, 150 km norr om huvudstaden Port-au-Prince. Antalet invånare är 27 480.
Terrängen runt Anse-à-Foleur är kuperad. Havet är nära Anse-à-Foleur åt nordost. Runt Anse-à-Foleur är det tätbefolkat, med 257 invånare per kvadratkilometer. Anse-à-Foleur är det största samhället i trakten. I omgivningarna runt Anse-à-Foleur växer i huvudsak städsegrön lövskog.